# Härnösands Stift
Härnösands stift er et stift i Svenska kyrkan i Sverige, der blev udskilt fra Uppsala Ærkestift da Johannes Canuti Lenaeus tiltrådte som ærkebiskop i 1647. Stiftet bestod da af området fra Medelpad det det nordligste Norrland. 
I 1904 blev stiftet delt ved dannelsen af Luleå Stift. Härnösands stift omfatter Jämtlands län og Västernorrlands län, og består i dag af 10 provstier opdelt i 113 sogne.
Biskop siden 2001 er Tony Guldbrandzén.

## Ekstern henvisning
- Wikimedia Commons har flere filer relateret til Härnösands Stift
- Svenska kyrkan: Härnösands stift Arkiveret 7. december 2018 hos  Wayback Machine

62°37′52″N 17°56′30″Ø / 62.6311°N 17.9417°Ø